# Куп Мађарске у фудбалу 1983/84.
Куп Мађарске у фудбалу 1983/84. (мађ. 1983–1984-еs magyar labdarúgókupa) је било 44. издање серије, на којој је екипа Бањас Шиофока тријумфовала по 1. пут.

## Четвртфинале[3]
| Тим #1          | Резултат        | Тим #2         |
| --------------- | --------------- | -------------- |
| 2. мај 1984.    |                 |                |
| Елере Спартакус | 2 : 1           | ФК Хонвед      |
| 2. мај 1984.    |                 |                |
| Шиофок бањас    | 4 : 2           | ФК Ференцварош |
| 2. мај 1984.    |                 |                |
| ФК Тисаујварош  | 2 : 5           | Раба ЕТО       |
| 2. мај 1984.    |                 |                |
| МТК ВМ          | 0 : 0 3 : 4 пен | Татабања Бањас |

## Полуфинале
| Тим #1          | Резултат        | Тим #2         |
| --------------- | --------------- | -------------- |
| 9. мај 1984.    |                 |                |
| Шиофок бањас    | 1 : 0           | Татабања Бањас |
| 9. мај 1984.    |                 |                |
| Елере Спартакус | 3 : 3 3 : 4 пен | Раба ЕТО       |

## Финале
| Шиофок бањас                      | 2 : 1    | Раба ЕТО         |
| --------------------------------- | -------- | ---------------- |
| Јожеф Сабо 55’ · Ласло Хорват 88’ | Извештај | Лазар Сентеш 20’ |